# Copa del Generalíssim de futbol 1974-75
La Copa del Generalíssim de futbol 1974-75 va ser la 71ena edició de la Copa d'Espanya.

## Primera Ronda
Disputada el 30 d'octubre i el 17 de novembre.

## Segona Ronda
Disputada el 4 i el 18 de desembre.

## Tercera Ronda
8 i 29 de gener.
| Equip 1                   | Global       | Equip 2                | Anada | Tornada |
| ------------------------- | ------------ | ---------------------- | ----- | ------- |
| AD Almería                | 5-6          | Cadis CF               | 3-3   | 2-3     |
| CD Béjar Industrial       | 2-3          | Barakaldo CF           | 1-1   | 1-2     |
| CD Basconia               | 0-6          | CD Tenerife            | 0-0   | 0-6     |
| Barcelona Atlètic         | 4-3          | Castella CF            | 2-0   | 2-3     |
| Burgos CF                 | 5-3          | CE Manresa             | 4-2   | 1-1     |
| Córdoba CF                | 5-1          | Vila-real CF           | 4-0   | 1-1     |
| AD Ceuta                  | 2-3          | CE Castelló            | 2-0   | 0-3     |
| Deportivo La Coruña       | 1-2          | CD Orense              | 0-0   | 1-2     |
| SD Huesca                 | 0-3          | CD Alavés              | 0-0   | 0-1     |
| Xerez CD                  | 1-2          | Cultural Leonesa       | 0-0   | 1-2     |
| CD Lugo                   | 1-6          | Gimnàstic de Tarragona | 1-1   | 0-5     |
| RCD Mallorca              | 3-3 (p. 6-5) | RCD Carabanchel        | 2-0   | 1-3     |
| CE Olímpic de Xàtiva      | 2-3          | Recreativo de Huelva   | 2-2   | 0-1     |
| Real Oviedo               | 4-2          | Real Jaén              | 3-2   | 1-0     |
| Racing de Santander       | 2-3          | Llevant UE             | 2-1   | 0-2     |
| Rayo Vallecano            | 4-0          | SD Eibar               | 2-0   | 2-0     |
| CE Sabadell               | 4-2          | CD Mirandés            | 1-0   | 3-2     |
| Gimnástica de Torrelavega | 1-2          | UE Sant Andreu         | 1-0   | 0-2     |
| Sevilla CF                | 2-1          | CD Ensidesa            | 2-0   | 0-1     |
| Reial Valladolid          | 3-5          | CE Constància          | 2-1   | 1-4     |

## Quarta Ronda
12 i 26 de febrer. Exempts: RCD Mallorca i Reial Betis.
| Equip 1                | Global       | Equip 2              | Anada | Tornada |
| ---------------------- | ------------ | -------------------- | ----- | ------- |
| CD Alavés              | 0-3          | UE Sant Andreu       | 0-1   | 0-2     |
| Barakaldo CF           | 3-4          | CD Orense            | 2-2   | 1-2     |
| Barcelona Atlètic      | 3-2          | UD Salamanca         | 2-1   | 1-1     |
| Burgos CF              | 3-2          | Reial Múrcia         | 3-1   | 0-1     |
| Córdoba CF             | 2-3          | Hèrcules CF          | 1-0   | 1-3     |
| Elx CF                 | 0-3          | Recreativo de Huelva | 0-1   | 0-2     |
| RCD Espanyol           | 2-1          | Cadis CF             | 2-1   | 0-0     |
| UD Las Palmas          | 3-1          | CD Tenerife          | 2-0   | 1-1     |
| Cultural Leonesa       | 4-2          | CE Castelló          | 4-0   | 0-2     |
| Llevant UE             | 3-3 (p. 2-3) | Sporting de Gijón    | 0-1   | 3-2     |
| Real Oviedo            | 5-2          | CE Sabadell          | 3-0   | 2-2     |
| Rayo Vallecano         | 4-5          | València CF          | 3-4   | 1-1     |
| Sevilla CF             | 3-4          | Celta de Vigo        | 2-0   | 1-4     |
| Gimnàstic de Tarragona | 3-1          | CE Constància        | 2-0   | 1-1     |

## Cinquena Ronda
12 de març i 2 d'abril.
| Equip 1              | Global       | Equip 2                | Anada | Tornada |
| -------------------- | ------------ | ---------------------- | ----- | ------- |
| Reial Betis          | 3-2          | Gimnàstic de Tarragona | 3-1   | 0-1     |
| Recreativo de Huelva | 3-5          | Celta de Vigo          | 2-1   | 1-4     |
| Hèrcules CF          | 3-6          | Barcelona Atlètic      | 2-0   | 1-6     |
| UD Las Palmas        | 3-2          | RCD Espanyol           | 1-1   | 2-1     |
| Cultural Leonesa     | 3-3 (p. 3-4) | CD Orense              | 2-0   | 1-3     |
| Real Oviedo          | 1-1 (p. 4-5) | Burgos CF              | 1-1   | 0-0     |
| UE Sant Andreu       | 4-1          | RCD Mallorca           | 3-0   | 1-1     |
| València CF          | 3-5          | Sporting de Gijón      | 3-2   | 0-3     |

## Vuitens de final
1 i 4 de juny.
| Equip 1                 | Global       | Equip 2           | Anada | Tornada |
| ----------------------- | ------------ | ----------------- | ----- | ------- |
| Club Atlético de Madrid | 7-0          | Barcelona Atlètic | 5-0   | 2-0     |
| Real Betis Balompié     | 0-2          | Athletic Club     | 0-0   | 0-2     |
| Celta de Vigo           | 5-5 (p. 2-4) | Reial Saragossa   | 4-2   | 1-3     |
| CD Málaga               | 2-3          | UD Las Palmas     | 1-1   | 1-2     |
| CD Orense               | 1-3          | Reial Madrid CF   | 0-0   | 1-3     |
| Reial Societat          | 4-3          | Burgos CF         | 3-1   | 1-2     |
| UE Sant Andreu          | 1-3          | FC Barcelona      | 1-2   | 0-1     |
| Real Sporting de Gijón  | 1-2          | Granada CF        | 0-0   | 1-2     |

## Quarts de final
8 i 15 de juny.
| Equip 1                 | Global       | Equip 2         | Anada | Tornada |
| ----------------------- | ------------ | --------------- | ----- | ------- |
| Club Atlético de Madrid | 3-2          | Granada CF      | 2-0   | 1-2     |
| FC Barcelona            | 0-1          | Reial Saragossa | 0-0   | 0-1     |
| UD Las Palmas           | 4-5          | Reial Madrid CF | 4-0   | 0-5     |
| Reial Societat          | 4-4 (p. 5-6) | Athletic Club   | 3-1   | 1-3     |

## Semifinals
22 i el 29 de juny.
| Equip 1                 | Global | Equip 2         | Anada | Tornada |
| ----------------------- | ------ | --------------- | ----- | ------- |
| Club Atlético de Madrid | 2-0    | Athletic Club   | 2-0   | 0-0     |
| Reial Saragossa         | 3-4    | Reial Madrid CF | 2-2   | 1-2     |

## Final
| Reial Madrid CF | 0 - 0 (pen. 4-3) | Club Atlético de Madrid |
| --------------- | ---------------- | ----------------------- |
|                 |                  |                         |

## Campió
| Campions de la Copa d'Espanya 1975    |
| ------------------------------------- |
| Reial Madrid Club de Futbol 13è títol |